# Pentafluoruro di bismuto
Il pentafluoruro di bismuto è il composto inorganico di formula BiF5. In condizioni normali è un solido cristallino bianco inodore. In questo composto il bismuto è nello stato di ossidazione +5. È un forte ossidante e un fluorurante molto energico, ma non è di uso comune.

## Storia
Dopo alcuni tentativi infruttuosi di sintesi in soluzione acquosa, BiF5 fu descritto per la prima volta nel 1940 da Hans von Wartenberg (1880–1960).

## Caratteristiche strutturali e fisiche
Allo stato solido BiF5 ha una struttura polimerica, formata da catene lineari di ottaedri BiF6 connessi tramite i leganti F in posizione trans. Una struttura analoga è presente in α-UF5. Il trifluoruro di bismuto, BiF3, è invece un composto ionico con una struttura tipo YF3.
|                |                           |
| Catene (BiF5)∞ | Impaccamento delle catene |

## Sintesi
BiF5 si può preparare facendo reagire trifluoruro di bismuto e fluoro a 500 °C:
BiF3 + F2 → BiF5
In alternativa come agente fluorurante si può usare trifluoruro di cloro a 350 °C:
BiF3 + ClF3 → BiF5 + ClF

## Reattività
BiF5 è il più reattivo dei pentafluoruri degli elementi del gruppo 15. È un forte ossidante e un fluorurante molto energico. Reagisce violentemente con l'acqua formando ozono e difluoruro di ossigeno. A temperatura ambiente reagisce violentemente anche con iodio e zolfo. A temperature maggiori di 50 °C fluorura gli idrocarburi trasformandoli in fluorocarburi. A 150 °C ossida UF4 a UF6. A 180 °C fluorura Br2 a BrF3 e BrF5, e Cl2 a ClF.
BiF5 reagisce inoltre con i fluoruri dei metalli alcalini, MF, per formare esafluorobismutati, M[BiF6], che contengono l'anione [BiF6]−, ed eptafluorobismutati, M2[BiF7], che contengono l'anione [BiF7]2−. Quest'ultimo ha la struttura di bipiramide a base pentagonale.

## Indicazioni di sicurezza
BiF5 è disponibile in commercio. È un composto molto reattivo e pericoloso che provoca ustioni a pelle, mucose e occhi. Come comburente può aggravare un incendio. Reagisce violentemente con l'acqua. Non ci sono dati che indichino proprietà cancerogene. Non ci sono dati sulla ecotossicità.